# Blue Room (chanson)
Pour les articles homonymes, voir Blue Room.
 (mai 2019).
Si vous disposez d'ouvrages ou d'articles de référence ou si vous connaissez des sites web de qualité traitant du thème abordé ici, merci de compléter l'article en donnant les références utiles à sa vérifiabilité et en les liant à la section « Notes et références ».
Blue Room est un single du groupe The Orb, sorti en 1992
Ce single est le single le plus long à être entré dans le top 10 britannique. La version originale dure 40 minutes, la deuxième version, qui est également celle figurant sur l'album U.F.Orb, dure environ 18 minutes et, enfin, la version 7" (single) dure 4 minutes.
Depuis sa sortie en 1992, dans l'album U.F.Orb, qui est le deuxième album du groupe, ce single est considéré comme un des piliers de l'ambient house.
Lors des Top of the Pops 1992, Alex Paterson et Kris Weston causèrent la controverse en faisant une partie d'échecs tandis que le single tournait en fond sonore.